# 금양잡록
금양잡록(衿陽雜錄)은 조선 성종 때 학자인 강희맹이 만년에 퇴경(退耕)하면서 그 곳의 사정을 중심으로 농사 전반에 대하여 서술한 책이다. 벼·보리·콩 등 여러 곡식의 모양 구별과 파종시기, 농가의 짤막한 이야기 등을 다루고 있으며 신속이 편찬한 《농가집성(農家集成)》속에 수록되어 있다.